# Segoltan

Segoltan är en by i Grums kommun i Eds socken.
Byn ligger mellan Grumsfjorden och Sävsjön där bostäderna ligger relativt glest från varandra. Häggvik är en intilliggande by. Mycket samarbete mellan byinvånarna såsom jakt, festligheter och idrottsaktiviteter förekommer.
År 2009 renoverades asfaltvägen 